# 로라 뮤어
로라 뮤어(영어: Laura Muir, 영어 발음: /ˈlɔɹə mjʊər/, 1993년 5월 9일~)는 영국의 육상 선수로 주 종목은 중거리 달리기와 장거리 달리기이다. 2020년 하계 올림픽 여자 1500m와 종목에서 은메달을 획득하여 세계 실내 선수권 대회에서 동메달 1개를 획득했다.